# Andrijaničeva cesta, Novo mesto
Andrijaničeva cesta je ena od cest v Novem mestu. Cesta od leta 2003 nosi ime novomeškega farmacevta in gospodarstvenika Borisa Andrijaniča, ustanovitelja novomeškega farmacevtskega podjetja Krka. Cesta je del obvoznice, ki poteka od križišča v Ločni do krožišča v Bučni vasi.